# 謝春波
謝春波（1945年—2014年5月25日），《中國時報》記者，《文山報導》、《陽明報導》、《淡海報導》、《埔里報導》等社區報創辦人，其創立的《文山報導》是臺灣維持最久的社區報。

## 生平紀事
謝春波自世界新聞專科學校畢業後任職《中國時報》記者，與妻子何其慧育有謝如月、謝如珍、謝如欣三位女兒。
夫妻取得臺灣師範大學社會教育學系研究所碩士，於世新大學任教十多年。其學生、《自由時報》黃淑莉稱讚，各報許多記者都是謝老師的子弟兵，他的至理名言「新聞總是在下午四時後發生」，讓學生體認到新聞的突發性，及當記者的危機處理及新聞組織採訪能力。
戒嚴時期，禁止新報發行，想辦報只能購買既有的登記證，但一張權利金動輒上億，於是學者乃鼓吹利用雜誌登記的名義發行周報，進而掀起一股年輕人辦報熱潮。1973年10月20日，政治大學新聞系學生開始發行臺灣第一家社區報紙《柵美報導》，報導木柵和景美以作為學生實習。當時謝春波和妻子都在世新大學兼課，兩人積極籌備發行大文山區的地方報，便約學弟陳正毅擔任總編輯、謝長嘉為採訪主任，社址設於指南路二段政治大學校門旁，自1975年8月2日開始，每周發行一張四開報紙的《文山報導》。謝春波回憶，此報紙經營初期和是深坑農會合作，當時許多偏遠地區尚未開發，農民缺乏資訊管道，於是他闢了「農會版」發布新知，送給農民閱讀，其他農會也跟進訂閱，訂戶多是農會、鄰里長、社區發展協會等。
《文山報導》報導木柵、景美、新店、深坑、石碇、烏來、坪林、平溪八個鄉鎮市區的地方新聞，全盛時期訂戶約有一萬兩千名。記者陳正毅回憶，謝春波會鼓勵《文山報導》記者考其他報社，如謝長嘉、廖鳳圖、曾上才至《工商時報》，林全洲、江聰明、黃福其至《聯合報》，許惠就、簡光義到《中國時報》，張敏亮至《民生報》，張弘光至《中央日報》後轉到《自立晚報》作副社長。謝春波女兒謝如珍說，有些題材他們不會報，但會私底下幫忙協調，父母還陸續辦了《陽明報導》、《淡海報導》等社區報。
1980年4月18日，這些社區報的從業人員，在美濃廣善堂舉行第一次的聯誼會，由《美濃週刊》社長黃森松和大眾傳播學者楊孝共同主持。當年，在行政院新聞局獎勵下，臺灣已有十三家社區報。1990年代《柵美報導》終止，改成專訪政治大學的《大學報》。隨著時空環境轉變，臺灣的社區報多已熄燈，謝春波夫妻搬至埔里，《文山報導》在2009年改由女兒謝如珍接手。2011年4月，謝春波開始發行社區報《埔里報導》。
《文山報導》最末時只剩兩名正式員工，2014年2月停刊，經營長達近三十九年，是臺灣維持最久的社區報。該年5月25日，謝春波因肝癌在埔里家中辭世，享壽七十歲。

## 外部連結
- 《文山報導》
- 《淡海報導》
- 《埔里報導》